# 007 Legends
007 Legends è un videogioco di genere sparatutto in prima persona sviluppato da Eurocom e pubblicato nell'ottobre 2012, ispirato al personaggio di James Bond.

## Trama
Dopo essere stato accidentalmente colpito da un proiettile dall'agente sul campo Eve, James Bond si ritrova a ricordare cinque sue missioni vissute nei sei anni trascorsi dall'ultimo film.

## Sviluppo
Il gioco, sviluppato nell'anno del cinquantesimo anniversario dei film di James Bond, incorpora le storie di sei film dell'agente segreto britannico. Il gioco, scritto da Bruce Feirstein, in passato responsabile della sceneggiatura di film e videogiochi di 007, ha scritto la storia con Rob Matthews. Nel gioco appariranno i film Moonraker, Al servizio segreto di sua maestà, Vendetta privata, La morte può attendere, Goldfinger e Skyfall.